# 卡爾頓 (密歇根州)
卡爾頓（英語：Carleton）是位於美國密歇根州門羅縣阿什鎮區的一個村。

## 人口
根據2020年美國人口普查的數據，卡爾頓的面積為2.56平方千米，當中陸地面積為2.56平方千米，而水域面積為0.00平方千米。當地共有人口2326人，而人口密度為每平方千米908人。